# Näätäsaari (ö i Lappland)
Näätäsaari är en ö i Finland. Den ligger i vattendraget Simojoki och i kommunen Ranua i den ekonomiska regionen  Rovaniemi ekonomiska region  och landskapet Lappland, i den norra delen av landet, 700 km norr om huvudstaden Helsingfors. Öns area är 0,3 hektar och dess största längd är 80 meter i nord-sydlig riktning.